# La Vicogne

La Vicogne este o comună în departamentul Somme, Franța. În 1 ianuarie 2022 avea o populație de 242 de locuitori.